# Marroquins
Els marroquins (en àrab المغاربة, al-Maḡāriba, en amazic ⵉⵎⵖⵕⴰⴱⵉⵢⵏ, Imɣṛabiyen) és un grup humà que comparteix una cultura i ascendència comunes del Marroc.
A més dels 33 milions de marroquins al Marroc, hi ha una gran diàspora marroquina a França, Bèlgica, Israel, Itàlia, Països Baixos, Espanya, i una més petita a Regne Unit, Estats Units, Canadà, Península Aràbiga i a altres països àrabs. Una part considerable de la diàspora marroquina es compon de jueus marroquins.

## Antropologia física del Marroc
En antropologia física tradicional, els amazics indígenes del Marroc i a altres llocs al Magrib es troben entre els diferents habitants hamítics d'Àfrica, representant-ne la branca més occidental. Com a tal, l'element morfològic principal en la població local és el tipus mediterrani (atlàntico-mediterrani i mediterrani bàsic).

### Primers pobladors
Els primers humans anatòmicament moderns (Homo sapiens sapiens) al Nord d'Àfrica són els de l'aterià, una cultura de la Middle Stone Age (o Paleolític mitjà). Els conjunts lítics aterians més primerencs daten de fa uns 145.000 anys, i van ser descoberts al jaciment d'Ifri n'Ammar al Marroc. Aquesta indústria va ser seguida per la cultura iberomauritana, una indústria de es troba a tot el Magrib. Originalment va ser descrita en 1909 en el ljaciment d'Abri Mouillah. Altres noms per a aquesta cultura associada al cromanyó són Mouillian i Oranian. Els fabricants epipaleolítics iberomauritans es van centrar en llocs prehistòrics, com ara Taforalt i Mechta-Afalou. Foren succeïts per la Cultura capsiana, de la que sovint es pensa que va arribar a l'Àfrica des del Pròxim Orient, encara que també se suggereix que els iberomauritans podien haver estat els progenitors dels capsians. Al voltant de 5000 aC, les poblacions del nord d'Àfrica eren descendents principalment dels creadors de les cultures i capsiana i iberomauritana, amb una intrusió més recent associada amb la revolució neolítica. les tribus proto-amazigues van evolucionar a partir d'aquestes comunitats prehistòriques durant el Bronze Final a l'Edat del Ferro.

## ADN dels àrabs
El poble àrab al Marroc té una genètica dominant singulars en la que existeix principalment els haplogrups J1, J2 i E1b1b1a.

### J1(L222.2)
Els àrabs del Marroc tenen un 20% J (L222.2), que representa la majoria dels (L147.1) a Aràbia Saudita, Sudan i un element primari a Àfrica del Nord. Semblen ser exclusivament adnanites.

### E1b1b1aM78
Els àrabs del Marroc tenen el 76% de l'haplogrup E1b1b1a M78. Hi ha el subgrup M78 format d'uns pocs subgrups diferents, dels quals el M78α és present entre els àrabs en un 39% i el M78β és present en el 31,5%. Al principal subclade M78 pertanyen també V22 i V65, que s'expliquen en els propers capítols.

### E1b1b1aM78 (V22)
Els àrabs del Marroc tenen el 40% E1b1b (V22), una altra línia d'expansió fora d'Egipte. Trobat en alguns grups ètnics amb una alta freqüència al Sudan i Egipte.

### E1b1b1aM78 (V65)
Els àrabs del Marroc tenen el 30% E1b1b (V65), un marcador de les tribus de l'Antiga Líbia, marcador de l'expansió medieval al Marroc de les tribus Banu Hilal quan abandonaren Líbia.

### E1b1b1b (M81)
Els àrabs del Marroc tenen el 30% E1b1b (M81), un marcador protoamazic E1b1b1b1a1 (M107), un llinatge reduït protoamazic a Mali. 

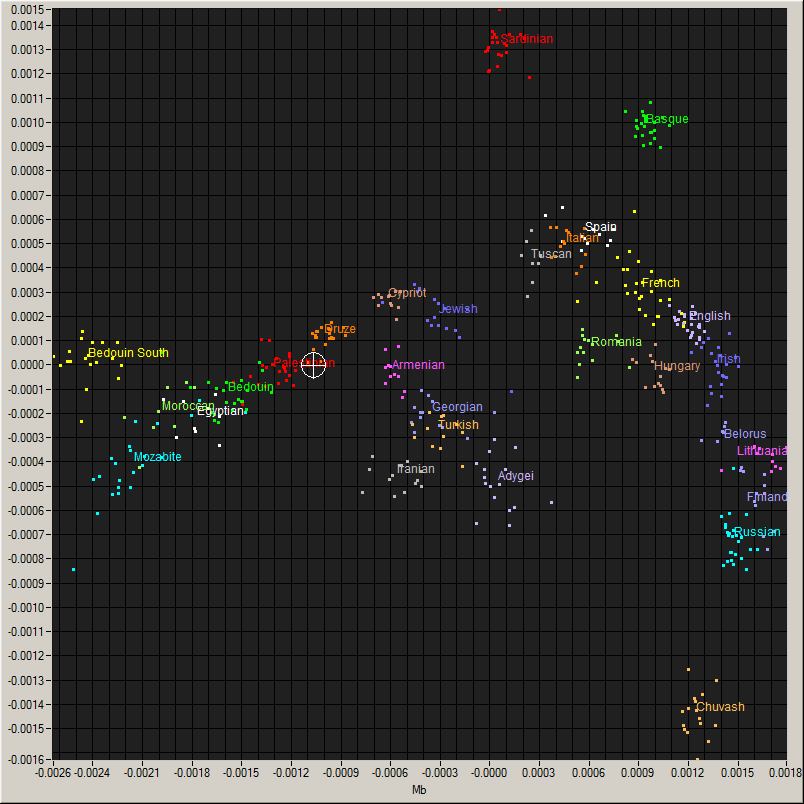
El mapa mostra que els àrabs del Marroc són propers als mzabites, egipcis i beduins.

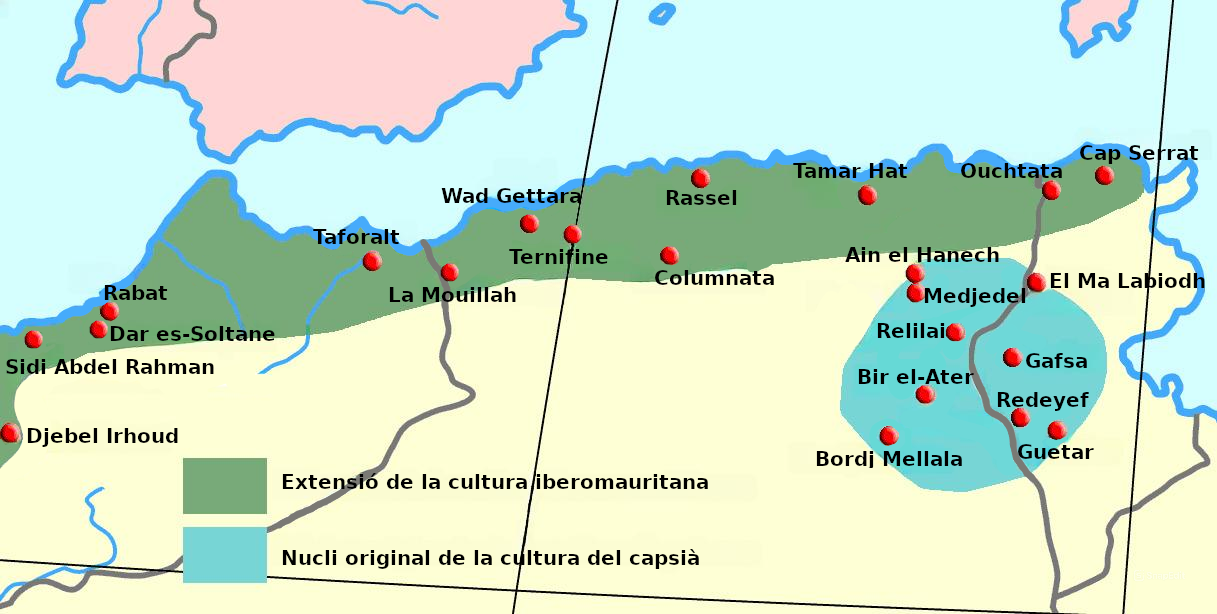
Cultura capsiana  Cultura Iberomauritana
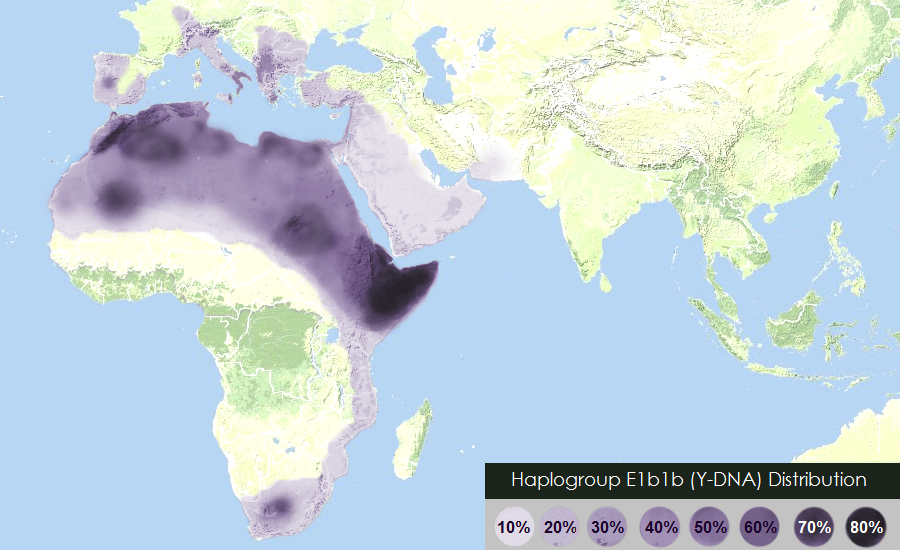
E1b1b (M81), E1b1b (V22) i E1b1b (V65)
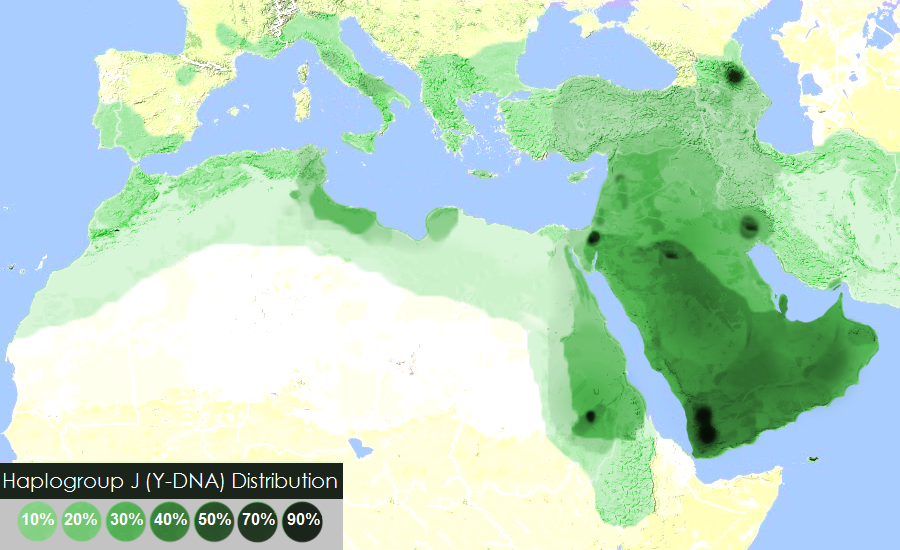
J (L222.2)

### Històricament
Entre el Nil i el Mar Roig vivien les tribus àrabs expulsades d'Aràbia per la seva turbulència, Banu Hilal i Sulaym, la presència dels quals era molt dolorosa per als agricultors de la vall del Nil perquè els àrabs sovint la saquejaven.
Segons Ibn Khaldun, les tribus senceres partir amb dones, nens, pares, animals i equip de campament.
| Població                     | Llengua                 | n  | E1b1a | E1b1b | G | I   | J     | L | N | R1a | R1b | T | Referència                 |
| ---------------------------- | ----------------------- | -- | ----- | ----- | - | --- | ----- | - | - | --- | --- | - | -------------------------- |
| Àrabs (Marroc)               | AA (Semitic)            | 49 | —     | 855,0 | — | 0.0 | 204,0 | — | — | 0   | 0   | — | Semino2004                 |
| Amazics (Marràqueix)         | AA (Amazic)             | 29 | —     | 929,0 | — | —   | —     | — | — | —   | —   | — | Semino et al. 2000         |
| Amazics (Atles Mitjà)        | AA (Amazic)             | 69 | —     | 871,0 | — | —   | —     | — | — | —   | —   | — | Cruciani et al. 2004       |
| Amazics (Sud del Marroc)     | AA (Amazic)             | 62 | 0     | 98.5% | — | 0   | 0     | 0 | 0 | —   | —   | 0 | Ahmed Reguig et al. (2014) |
| Amazics (Centre-nord Marroc) | AA (Amazic)             | 40 | 0     | 93.8  | — | 0   | 0     | 0 | 0 | —   | —   | 0 | Alvarez et al. 2009        |
| Rifenys (Nord Marroc)        | AA (Amazic)             | 54 | 0     | 95.9  | — | 0   | 0     | 0 | 0 | —   | —   | 0 | Dugoujon et al. (2005)     |
| Béni-Snassen (Nord Marroc)   | AA (Amazic) & (Semitic) | 67 | 0     | 95.1  | — | 0   | 0     | 0 | 0 | —   | —   | 0 | Dugoujon et al. (2005)     |

## Identitat genètica amaziga
Marroquins descendeixen principalment de amazics, amazics arabitzats i haratin/gnawa, igual que altres veïns magrebins. Com a tal, els amazics són descendents de les poblacions prehistòriques del Marroc de les cultures iberomauritana i capsiana.
La família de llengües afroasiàtiques podria tenir el seu origen en el període Mesolític, potser en el context de la cultura capsiana. Per 5000 BC, les poblacions del Marroc eren una amalgama de iberomauritans i una minoria de poblacions capsianes barrejats amb una intrusió més recent associada amb la revolució neolítica. Fora d'aquestes poblacions les tribus proto-amazigues formades durant l'última era paleolítica.

## Cultura

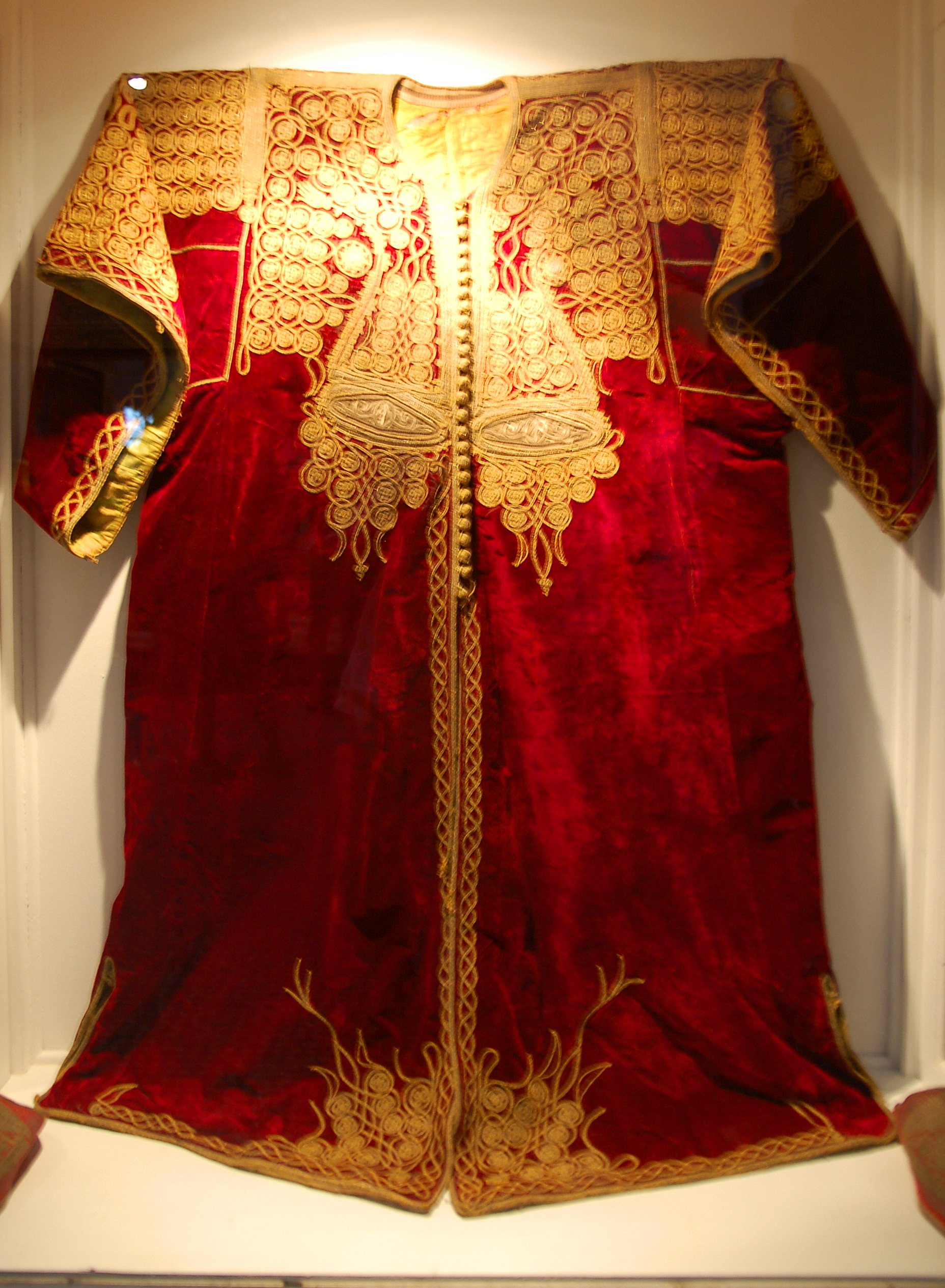
Un kaftan marroquí

Al llarg de la història del Marroc, el país ha rebut moltes influències culturals (Europa, Orient Mitjà i Àfrica subsahariana). La cultura del Marroc comparteix trets similars a les dels països veïns, en particular Algèria i Tunísia i, en certa manera Espanya.
Marroc ha influenciat l'actual Europa en diversos camps, des de l'arquitectura a l'agricultura, i la introducció dels números del Marroc, àmpliament utilitzats al món. Cada regió posseeix la seva pròpia singularitat, el que contribueix a la cultura nacional. Marroc ha fixat entre les seves prioritats la protecció de la seva diversitat i la preservació del seu patrimoni cultural.
El vestit tradicional per a homes i dones es diu gel·laba, una peça de vestir llarga, solta, amb caputxa i mànigues amples. Per a les ocasions especials, els homes també porten una gorra vermella anomenada bernousse,coneguda més comunament com a fes. Les dones usen caftans decorades amb adorns. Gairebé tots els homes i la majoria de les dones porten balgha (بلغه). Aquestes són unes sabatilles de cuir suau sense taló, sovint tenyides de groc. Les dones també fan servir sandàlies de taló alt, sovint amb plata o or d'oripell.
L'estil marroquí és una nova tendència en decoració que pren les seves arrels de l'arquitectura àrab; s'ha fet popular per la moda d'actualització del riad a Marràqueix. Dar és el nom donat a un dels tipus més comuns d'estructures domèstiques al Marroc; es tracta d'una casa que es troba en una medina, o àrea urbana emmurallada d'una ciutat. La majoria de les llars marroquines tradicionalment s'adhereixen al Dar al-Islam, una sèrie de principis en la vida domèstica islàmica. Els dar exteriors són normalment mancats d'ornamentació i finestres, a excepció de petites obertures ocasionals en quarts secundaris, com ara escales i àrees de servei. Aquestes perforacions proporcionen llum i ventilació.

## Llengües

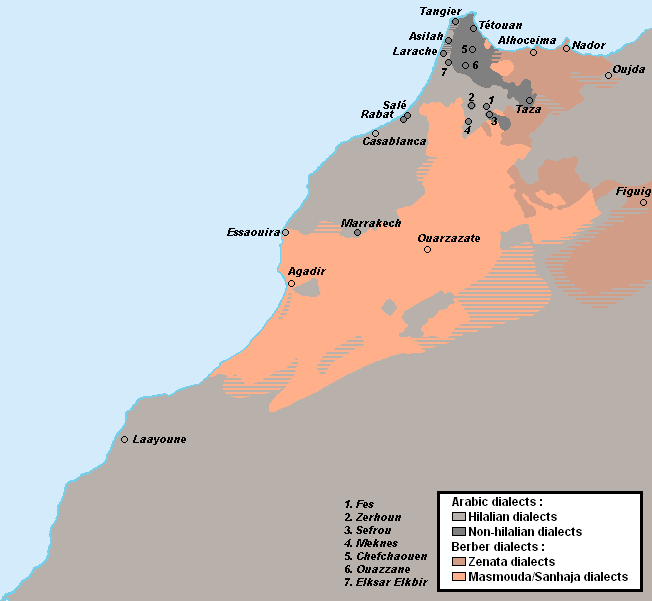
mapa lingüístic del Marroc

Les llengües oficials del Marroc són l'àrab clàssic i l'amazigh. Aquesta última és una versió normalitzada de l'amazic.
La majoria de la població parla àrab marroquí. Més de 12 milions de marroquins parlen varietats amazigues, ja sigui com a primera llengua o en forma bilingüe amb l'àrab marroquí. Es parlen tres llengües amazigues: rifeny, chelja (taixelhit) i tamazight del Marroc Central.
L'àrab hassania es parla a la part sud del país. Marroc ha inclòs recentment la protecció del hassania en la constitució com a part de les reformes de juliol de 2011.
El francès s'ensenya universalment i encara serveix com llengua principal del Marroc en comerç i economia; també és àmpliament utilitzat en l'educació, les ciències, el govern i la majoria dels camps d'educació.
El castellà també és parlat a la part nord del país com a llengua estrangera. Mentrestant, l'anglès esdevé cada vegada més popular entre els educats, particularment en els camps de la ciència.
La gastronomia del Marroc es compon principalment d'una barreja d'influències amazigues, àrabs i morisques. És coneguda per plats com el cuscús i pastilla, entre d'altres. Espècies com la canyella també s'utilitzen en la cuina marroquina. Dolços com el halwa són molt populars, així com altres productes de confiteria. La cuina de les zones veïnes també ha influït en les tradicions culinàries del país.
A més, l'artesania marroquina té una rica tradició de fabricació de joieria, ceràmica, treballs en cuir i fusta.
La música del Marroc varia i difereix segons les diferents zones del país. La música marroquina té una varietat d'estils que van de la música orquestral sofisticada i complexa a la música senzilla que només empra veu i tambors. Hi ha tres varietats de música tradicional amaziga: música popular i ritual i música interpretada per músics professionals. El chaabi (الشعبي) és una música que consta de nombroses varietats que descendeixen de les múltiples formes de la música popular marroquina. El chaabi es va desenvolupar originalment als mercats, però ara es toca en qualsevol celebració o reunió. La gnawa és una forma de música mística. Fou portada progressivament al Marroc pels gnawa i més tard es va convertir en part de la tradició marroquina. Les germandats sufites (tariqa) són comunes al Marroc, i la música és una part integral de la seva tradició espiritual. Aquesta música és un intent d'arribar a un estat de trànsit que inspira l'èxtasi místic.